# Vasile Dîncu
Vasile Dîncu (ur. 25 listopada 1961 w Năsăudie) – rumuński polityk, socjolog i nauczyciel akademicki, senator, wicepremier i minister, deputowany do Parlamentu Europejskiego.

## Życiorys
Ukończył studia na wydziale historii i filozofii Uniwersytetu Babeșa i Bolyaia w Klużu-Napoce. W 1998 uzyskał doktorat w zakresie socjologii. Od 1989 pracował w szkole policealnej, w 1991 został wykładowcą akademickim na macierzystej uczelni. Objął stanowisko profesora także na Uniwersytecie Bukareszteńskim.
Od 2000 do 2003 był ministrem informacji publicznej w rządzie Adriana Năstase, następnie do 2004 kierował jedną z agencji rządowych. W latach 2004–2008 z ramienia Partii Socjaldemokratycznej zasiadał w Senacie, reprezentując jeden z okręgów wyborczych w Klużu-Napoce.
Po przystąpieniu Rumunii do Unii Europejskiej 1 stycznia 2007 objął mandat eurodeputowanego jako przedstawiciel PSD w delegacji krajowej. Został członkiem grupy Partii Europejskich Socjalistów oraz Komisji Rozwoju Regionalnego. Z PE odszedł 9 grudnia 2007, kiedy to w Europarlamencie zasiedli deputowani wybrani w wyborach powszechnych.
Pozostawał w opozycji do władz partii w trakcie konfliktu z prezydentem Traianem Băsescu. W listopadzie 2015 powrócił w skład rządu – w technicznym gabinecie, na czele którego stanął Dacian Cioloș, objął stanowisko wicepremiera oraz ministra rozwoju regionalnego i administracji publicznej. Zakończył urzędowanie w styczniu 2017. Był następnie dyrektorem departamentu w think tanku IRES.
W 2020 z ramienia socjaldemokratów ponownie wybrany do Senatu. W listopadzie 2021 powołany na ministra obrony narodowej w rządzie Nicolae Ciuki. Był krytykowany za odbierane jako prorosyjskie wypowiedzi z okresu inwazji Rosji na Ukrainę. W październiku 2022 złożył dymisję ze stanowiska ministra, formalnie motywując ją niemożnością współpracy z prezydentem Klausem Iohannisem. Zakończył urzędowanie w tym samym miesiącu.
W wyborach w 2024 uzyskał mandat posła do Parlamentu Europejskiego X kadencji.

## Odznaczenia
- Order Księcia Jarosława Mądrego III klasy (2022)[10]